# Epsilon Euskadi ee1
Chronologie des modèles
Aucun Aucun
La Epsilon Euskadi ee1 est un prototype de course de conception espagnole, homologué pour concourir dans les catégories LMP1 et LMP2 de l'Automobile Club de l'Ouest. Elle a cependant uniquement concourut en catégorie LMP1. 
En 2008, elle devient la première automobile espagnole à participer à la course des 24 Heures du Mans,,.